# Cynoglossum castellanum
Cynoglossum castellanum là loài thực vật có hoa trong họ Mồ hôi. Loài này được Pau mô tả khoa học đầu tiên năm 1895.